# Wolfgang Steinert

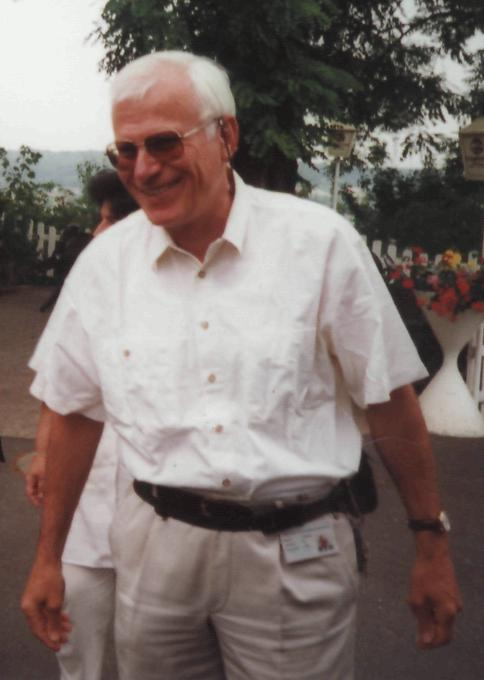
Wolfgang Steinert bei seiner Pensionierungsfeier, Juni 2000

Wolfgang Gerhard Herbert Steinert (* 8. Mai 1940 in Greifswald; † 22. April 2010) war ein deutscher Elektroingenieur.
Nach dem Studium an der RWTH Aachen und der TH Darmstadt war er von 1968 bis 2000 beim Verband Deutscher Elektrotechniker tätig. Von 1971 bis 1993 leitete er als Prüfingenieur das Laboratorium für Funkstör-Messungen in Offenbach (u. a. Vergabe des Funkschutzzeichens nach Post-AmtsblVfg 171/1967; Umsetzung des Durchführungsgesetzes EG-Richtlinien Funkstörungen von 1978). Von 1993 bis 2000 war er als eine „zuständige Stelle“ im Sinne des EMV-Gesetzes von 1992 Mittler zwischen den Regeln der europäischen und deutschen Behörden (BAPT/RegTP) und dem Wunsch der Hersteller elektrischer Geräte nach einem verlässlichen Marktzugang. Daneben war er in Normungsgremien tätig (u. a. DKE/K 761; deutscher Sprecher für CISPR/A).
Wolfgang Steinert war seit 1970 verheiratet und hatte einen Sohn. 2010 starb er infolge einer Darmkrebserkrankung.

## Publikationen (Auswahl)
- Begrenzung von Funkstörungen, von Beeinflussungen und von Rückwirkungen. In: Einführung in das VDE-Vorschriftenwerk / hrsg. von Alfred Warner. Berlin 1983 (VDE-Schriftenreihe Bd. 50). ISBN 3-8007-1252-0
- Standards and Regulations (Vergleich von FCC 15.J, CISPR 11, 14 und VDE 0871, 0875). In: EMC Technology & Interference Control News. 2, 1983, S. 10–14. ISSN 0278-4270